# Echinorhynchus armoricanus
Echinorhynchus armoricanus är en hakmaskart som beskrevs av Yves-Jean Golvan 1969. Echinorhynchus armoricanus ingår i släktet Echinorhynchus och familjen Echinorhynchidae. Inga underarter finns listade i Catalogue of Life.